# 内藤法美
内藤 法美（ないとう つねみ、1929年11月16日 - 1988年7月9日）は、東京都出身の作曲家・編曲家・ピアニスト。

## 人物
1946年（昭和21年）に旧制麻布中学校を卒業。同窓生にフランキー堺、小沢昭一、加藤武、仲谷昇らがいる。その後（旧制）一高に進んだが大学進学をやめて音楽家となり、1951年（昭和26年）、東京キューバン・ボーイズにピアニスト兼編曲家として入団し活躍した。1958年（昭和33年）に、作・編曲家として独立した。
1959年（昭和34年）秋、宝塚歌劇団男役スターとして戦中・戦後に活動しその後「日本のシャンソンの女王」の異名をとった越路吹雪と結婚した。夫妻に子はなかったが越路とは越路の死去まで連れ添い、内藤は越路が亡くなるまでリサイタルやディナーショーの構成、作曲、編曲、指揮なども手掛けた。
越路の死の直前、病床の越路は意識が朦朧とする中で「法美さんにコーヒーを」と、最期まで最愛の夫である内藤を気遣った。

## 略歴
- 1951年（昭和26年）- 東京キューバン・ボーイズにピアニスト兼編曲家として入団。
- 1958年（昭和33年）- 作曲家・編曲家として独立。
- 1959年（昭和34年）- 越路吹雪と結婚。
- 1980年（昭和55年）- 妻・越路吹雪、胃癌のため死去、56歳没。
- 1988年（昭和63年）- 肝臓癌のため死去、58歳没。墓所は川崎市本遠寺。

## 作曲
- 「イカルスの星」（1968年）越路吹雪
- 「一寸おたずねします」越路吹雪
- 「誰もいない海」大木康子・トワ・エ・モワ・越路吹雪
- 「青い芽」杉並児童合唱団（1969年 NHKみんなのうた）
- 「山のスケッチ」杉並児童合唱団（1969年 NHKみんなのうた）

## 映画音楽
- サザエさんの青春（1957年）
- ひも（1965年）
- いろ（1965年）
- ダニ（1965年）
- かも（1965年）
- 夜の悪女（1965年）

## 舞台音楽
- 青い鳥 - 作曲・編曲
- ピーターパン - 音楽監督

## 内藤法美を演じた俳優
- 小澤征悦（女の一代記シリーズ）
- 名高達郎（1990年NHKドラマスペシャル「ごめんねコーちゃん」、1990年9月24日、NHK）[1]
- 長谷川純（帯ドラマ劇場「越路吹雪物語」2018年、テレビ朝日、内藤の青年期）[2]
- 吉田栄作（帯ドラマ劇場「越路吹雪物語」 2018年、テレビ朝日）